# Llei del descans dominical
La llei del descans dominical, que prohibia treballar els diumenges, va ser promulgada a Espanya pel rei Alfons XIII el 3 de març de 1904.

## Antecedents
La van precedir quatre intents fallits. El primer avantprojecte de llei, amb data 7 d'abril de 1891, va ser presentat per Canovas del Castillo i, superat el tràmit del Senat, no es va aprovar al Congrés dels Diputats. Més endavant, el Senat va debatre, amb el mateix resultat, una proposició del bisbe de Salamanca, Tomas Cámara. L'any 1899, Eduardo Dato va presentar al Senat un altre projecte de llei que, un cop discutit, no es va poder debatre al Congrés dels Diputats. Finalment, el mateix projecte de llei va ser plantejat al Congrés dels Diputats per Javier Ugarte, quan era ministre de la Governació, però no va arribar al Ple de Sessions.

## Aprovació
El projecte definitiu va ser presentat a debat per Antoni Maura, president del Consell de Ministres, i aquest cop fou aprovat. La publicació de la llei porta la signatura, com a ministre de la Governació, de José Sánchez Guerra i estableix un període màxim de sis mesos per a l'establiment del reglament i l'entrada en vigor. El "reglament per a l'aplicació de la llei de 3 de març de 1904, sobre descans en diumenge" es va publicar el 19 d'agost de 1904, però va quedar derogat per un segon reglament de 19 d'abril de 1905.